# كأس ألبانيا 1984–85
كأس ألبانيا 1984–85 (بالألبانية: Kupa e Republikës 1984-85‏) هو موسم من كأس ألبانيا. أشرف على تنظيمه اتحاد ألبانيا لكرة القدم، وفاز فيه نادي فلامورتاري فلوره.